# علي المغربي
علي المغربي هو لاعب كرة سلة سعودي محترف. يلعب حاليا مع فريق الهلال لكرة السلة، وكان سابقا أحد اللاعبين البارزين في فريق الاتحاد لكرة السلة الذي ذكر أنه يرغب في العودة إليه وإنهاء مشواره معه. فاز بجائزة الروح الرياضية في بطولة أمم آسيا لكرة السلة 1999 التي أقيمت في اليابان.